# Sztuczna macica

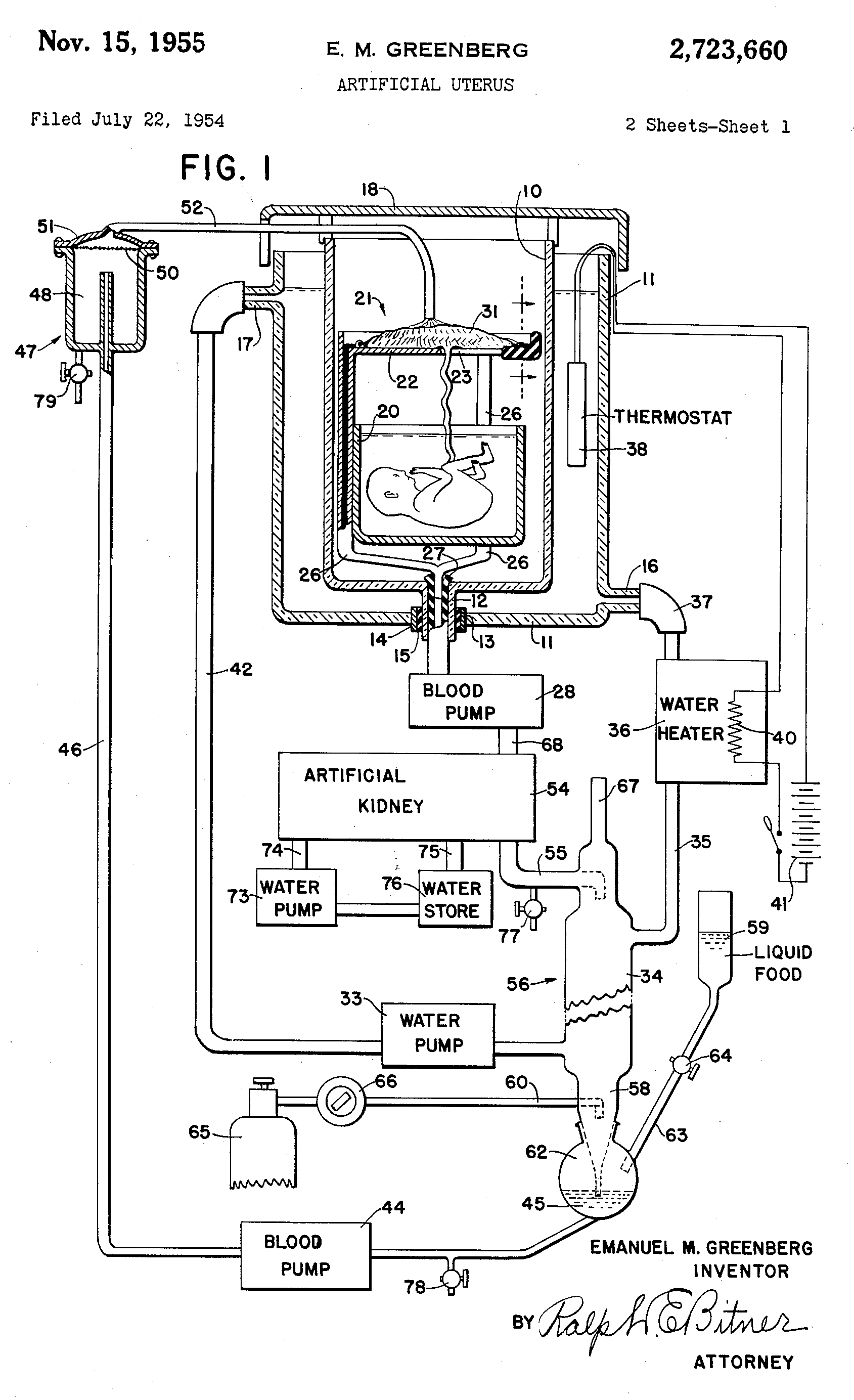
Ilustracja przedstawiająca sztuczną macicę narysowana przez Emanuela M. Greenberga w 1955

Sztuczna macica, sztuczne łono, syntetyczna macica – hipotetyczne urządzenie, które pozwala na pozaustrojową ciążę lub pozamaciczną inkubację płodu poprzez wzrost zarodka lub płodu poza organizmem matki.
Sztuczna macica jako organ zastępczy miałaby wiele zastosowań. Mogłaby być wykorzystywana do pomocy w rozwoju płodu parom, które nie mogłyby mieć dziecka. Potencjalnie syntetyczna macica mogłaby służyć za element przejściowy w rozwoju dziecka, co znacznie podniosłoby żywotność dzieci we wcześniejszym stadium rozwoju. W tym znaczeniu mogłaby być uznana za inkubator noworodków o bardzo rozszerzonych funkcjach. Ponadto mogłaby być wykorzystywana do wykonywania, na przykład, zabiegów chirurgicznych u płodu we wczesnym stadium rozwoju, zamiast odkładać je do końca trwania ciąży.
W 2017 roku opublikowano badanie, w którym opisano działającą syntetyczną macicę służącą do utrzymania przy życiu i wspomaganiu prawidłowego rozwoju u wcześniaków jagniąt.

## Elementy urządzenia
Sztuczna macica będzie musiała dostarczać płodowi niezbędnych składników odżywczych oraz tlenu, jak i unieszkodliwiać odpady.

### Odżywianie, dopływ tlenu i usuwanie odpadów
Kobieta wciąż mogłaby dostarczać składniki odżywcze i unieszkodliwiać odpady, gdyby sztuczna macica była podłączona do niej. Ponadto mogłaby zapewnić ochronę immunologiczną przed chorobami poprzez dostarczanie za pomocą syntetycznej macicy do zarodka lub płodu immunoglobuliny G.
Sztuczne dostarczanie składników odżywczych oraz utylizacja odpadów ma potencjalną zaletę taką, że płód mógłby rozwijać się w środowisku wolnym od chorób, zanieczyszczeń środowiska, narkotyków czy alkoholu, które mogą się do niego dostać za pomocą układu krążenia matki. Ponadto nie ma żadnego ryzyka wystąpienia reakcji immunologicznej wobec zarodka lub płodu, która mogłaby wynikać z niedostatecznej tolerancji immunologicznej w ciąży. Poniżej przedstawiono aspekty poszczególnych funkcji sztucznej macicy:
- Odpady mogą być usuwane za pomocą dializy[1].
- W celu dotleniania zarodka lub płodu i usunięcia dwutlenku węgla można by wykorzystać metodę pozaustrojowego utleniania krwi (ECMO), która pozwala utrzymać przy życiu płód do 237 godzin[4]. ECMO jest obecnie wykorzystywane w niektórych oddziałach neonatologicznych w leczeniu noworodków donoszonych z dolegliwościami, które utrudniają wymianę gazową za pomocą płuc[1].
- W przypadku sztucznego odżywiania obecnie stosowane techniki są problematyczne. Jedynie 20% niemowląt z zespołem krótkiego jelita, u których testowano żywienie pozajelitowe, dożywało 5. roku życia[1][5].
- Kwestie związane ze stabilnością hormonalną również pozostają do rozwiązania[1].

Teoretycznie sztuczna macica mogłaby być stosowana również u zwierząt, a także można by ją stosować w ciążach międzygatunkowych.

### Ściana macicy
W ścianie macicy występuje myometrium, które służy do wydalenia płodu pod koniec ciąży oraz endometrium, które pełni ważną rolę w tworzeniu się łożyska. Sztuczna macica musiałaby zawierać elementy o podobnej funkcji.

### Łącznik (sztuczne łożysko)
Interfejs między sztuczną macicą a zarodkiem lub płodem mógłby być całkowicie sztuczny, np. przy użyciu jednej lub więcej membran półprzepuszczalnych, takich jakie stosuje się w ECMO.
Istnieje również możliwość wyhodowania łożyska z wykorzystaniem ludzkich komórek endometrium. W 2002 roku ogłoszono, że z powodzeniem wyhodowano tkankę łożyska z komórek endometrium usuniętych od ludzkiego dawcy. Tkankę zaprojektowano tak, aby kształtem przypominała naturalną macicę, a następnie wszczepiono w nią ludzkie zarodki. Prawidłowo wszczepione zarodki zaczęły rosnąć. Jednak eksperyment został przerwany po sześciu dniach z powodu ograniczeń prawnych dotyczących zapłodnienia in vitro obowiązujących na terenie Stanów Zjednoczonych.
Teoretycznie możliwe jest przeszczepienie ludzkiego łożyska do wnętrza sztucznej macicy, ale nierozwiązanym problemem pozostaje transport wewnątrz sztucznej macicy substancji odżywczych.

### Zbiornik owodniowy (sztuczna błona owodniowa)
Główną funkcją zbiornika owodniowego byłaby ochrona przed fizycznymi urazami płodu lub zarodka, jednocześnie nie utrudniając mu poruszania się. Powinien on także utrzymywać optymalną temperaturę. Mleczan Ringera może być stosowany jako substytut wód płodowych.

### Pępowina
Teoretycznie, w przypadku przedwczesnego usunięcia płodu z naturalnej macicy, naturalna pępowina mogłaby być stosowana. Sztuczna macica pozostałaby otwarta przez medyczne hamowanie niedrożności okluzji, przez leki przeciwzakrzepowe, jak również przez stent lub bypassy dla zachowania przepływu krwi między matką a płodem.

## Kontrowersje
Rozwój sztucznej macicy i ektogenezy podnosi kilka bioetycznych i prawnych kwestii, a także ma istotne znaczenie dla praw reprodukcyjnych i aborcji.
Sztuczne macice mogą zwiększyć żywotność płodu, co pozwala zadać pytanie o potrzebę dalszego wykonywania aborcji. Prawo do aborcji to prawo do usunięcia płodu, które nie zapewnia rozwiązania, aby płód mógł dalej się rozwijać. Jeżeli przeniesienie płodu z łona matki do sztucznej macicy byłoby możliwe, to mogłoby stanowić alternatywę dla wykonania aborcji.
Istnieją także teoretyczne obawy, że płodom, które rozwijają się w sztucznych macicach, może brakować „pewnej istotnej więzi z matką, które inne dzieci mają”; kwestią drugorzędną jest prawo kobiet do decydowania o swoim ciele.
W 1970 roku feministka Shulamith Firestone w swojej książce The Dialectic of Sex: A Case for Feminist Revolution napisała, że różnice w biologicznych rolach rozrodczych mężczyzny i kobiety są źródłem nierówności płci. Firestone podkreśliła, że sztuczne macice sprawią, że kobiety będą wolne „od tyranii ich biologii reprodukcyjnej”. Dzięki syntetycznym macicom pary jednopłciowe, a także osoby transpłciowe mogłyby posiadać własne dzieci.

## W popkulturze
Sztuczna macica odegrała szczególną rolę w science fiction:
- Daedalus; or, Science and the Future to książka autorstwa brytyjskiego przyrodnika J. B.S. Haldane’a wydana w 1924 roku, w której po raz pierwszy zaproponowano ideę ektogenezy. Był to tekst wykładu[13] odczytanego dla Heretics Society, klubu intelektualistów na University of Cambrigde 4 lutego 1923 roku.
- Najbardziej znaną powieścią, w której opisano sztuczną macicę jest Nowy wspaniały świat autorstwa Aldousa Huxleya z 1932 roku. W dystopijnej przyszłości dzieci hodowane są w sztucznych łonach.
- Philip K. Dick omawia syntetyczne łona w powieści Boża inwazja (1980).
- Urządzenia, zwane replikatorami macicznymi, pojawiają się w utworach z cyklu Saga Vorkosiganów pisarki Lois McMaster Bujold rozgrywających się w świecie wysoko rozwiniętych technicznie cywilizacji. Dużą rolę replikator odgrywa zwłaszcza w powieści Barrayar (1991), w której dzięki urządzeniu na świat przychodzi główny bohater cyklu, Miles Vorkosigan.
- W filmie Gatunek (1995), Sil, hybryda człowieka i kosmity, rozwijała się w sztucznej macicy.
- W filmie Matrix (1999) ludzie przechowywani są w sztucznych macicach.
- O tym jak sztuczne macice mogą wpłynąć na przyszłość reprodukcyjną ludzi na Ziemi wspomina w swojej książce Seks w przyszłości (2002) brytyjski zoolog i popularyzator nauki Robin Baker.[14]
- W Gwiezdne Wojny – część II (2002) na planecie Kamino znajduje się rozległy kompleks produkujący tysiące ludzkich klonów. W obrotowych sztucznych macicach hodowani są przyszli żołnierze, którzy będą walczyć przeciwko droidom.
- W filmie Wyspa klony dojrzewają w sztucznych łonach.
- W serii gier Hitman, Dr. Ort-Meyer hoduje klony w sztucznych łonach.
- W filmie Avatar awatary są hodowane w specjalnych zbiornikach w czasie podróży na Pandorę.
- Damian Wayne, syn Bruce’a Wayne’a i Talii al Ghul został stworzony poprzez inżynierię genetyczną. Talia ukrywała istnienie Damiana przed ojcem, dopóki nie okazało się to potrzebne do jej celów. Obecnie działa jako Robin, a w alternatywnej historii zastępuje ojca w roli Batmana.